# Juan Martín Cadelago
Juan Martín Cadelago es un exjugador del Club Atlético Fénix. Debutó en el San Lorenzo de Almagro y a pesar de su corta edad (nació el 22 de enero de 1989 en Castelar), participó de 6 pretemporadas con el primer equipo. En el 2010 fue a probar suerte a Europa, fichando por el Sudtirol-Alto Adige, de la Tercera División de Italia. En el 2011 llega al Independiente FBC de la Primera División de Paraguay donde luego de la temporada 2011/12, pasa al Club Deportivo Morón para disputar el torneo de la Primera B metropolitana 2012/13. En la temporada siguiente retornó a jugar al fútbol italiano, para luego en la temporada 2015 arreglar su contratación en Argentina con el Club Atlético Fénix que disputa el campeonato de la 1ª "B" Metropolitana.

## Clubes
| Club                   | País      | Año             |
| ---------------------- | --------- | --------------- |
| San Lorenzo de Almagro | Argentina | 2006-2010       |
| Sudtirol-Alto Adige    | Italia    | 2010            |
| Independiente FBC      | Paraguay  | 2011-2012       |
| Deportivo Moron        | Argentina | 2012-2013       |
| Ilvamadelena           | Italia    | 2013-2014       |
| Club Atlético Fénix    | Argentina | 2014-actualidad |

## Títulos

### Campeonatos nacionales
| Título           | Club                   | País      | Año    |
| ---------------- | ---------------------- | --------- | ------ |
| Primera División | San Lorenzo de Almagro | Argentina | C-2007 |

- Datos: Q6300445